# Етно музика у Србији
Етно музика у Србији односи се на укупно продукцију музичког жанра етно на територији Републике Србије.

## Историја
Прве најаве онога што се данас зове етно музиком или светском музиком у Србији датирају из шездесетих година прошлог века. Поникле су у џез музици, а Балкански џез, био је израз који су џез музичари употребили када су покушали да дају назив ономе што је произашло из коришћења традиционалних мотива у џез музици. Седамдесетих година, на етно не остају имуни ни рок музичари. Велике југословенске групе попут Смака, Корни групе, Ју групе, групе Леб и сол, убацују ритмове и мотиве традиционалне музике Балкана у своје песме. Потенцијал традиционалне музике, можда је у то време највише искористило Бијело дугме. Пастирски рок, тада водећи музички магазин Југославије, Џубокс, овако је одредио етно звук у рок музици. 
Ипак, џезери су означили почетак светске музике у Србији. Албум Изворни фолклор и џез, Бранислава Лале Ковачева и гостујућих музичара, снимљен 1987. године узима се за догађај који је одредио дефинитиван настанак етно музике у нашој земљи. На овој плочи са Ковачевим су сарађивали Војин Драшкоци, Влатко Стефановски, трубач Георги Димитровски, перкусиониста Урош Шећеров, група Паганке, фрулаш Добривоје Тодоровић и оркестар Феата Сејдића. Али, њихова слава ни изблиза није постигла димензије које је постигао Горан Бреговић деведесетих година снимајући музику за филм Краљица Марго. Балкански ритмови и мотиви у музици Горана Бреговића компонованој за овај и за филмове Дом за вешање и Подземље, досегли су планетарни успех.

## Етно музика у Србији данас
Бројни су извођачи етно музике у Србији. Неки од њих, раније су се бавили другим жанровима у музици, попут Биљане Крстић и Сање Илића, који су каријеру започели у рок музици или Павла Аксентијевића који се раније бавио само извођењем православне духовне музике. Док се неки извођачи ослањају на баштину балканске музике (Слободан Тркуља, Бора Дугић, Бибер, Јелена Томашевић, Бранкица Васић Василиса, Милица Милисављевић Дугалић), други инспирацију налазе у музици других поднебља (Ортодокс Келтс). Етно музика Србије свакако се развија у више праваца. Лајко Феликс, Борис Ковач, Светлана Спајић, Бојан Зулфикарпашић, Дел Арно Бенд, Владан Паја Вучковић, неки су од музичара који се баве етно музиком, а управо њихова различитост указује на широк спектар праваца који у светској музици постоје као могућност.
Развој и популарност етно музике условили су и појаву фестивала етно музике. Неки фестивали окренути су искључиво етно музици (Етно фест, Тодо мундо, Фестивал светске музике у Србији), други укључују и етно музику у своје програме (Егзит, Нишвил, Карусел).
„Српски World music самит” организује се од 2010. године и окупља музичаре, музикологе, промотере и остале заинтересоване у циљу постизања договора око важних питања везаних за етно музику у Србији.